# Balta
Balta (tiếng Ukraina: Балта) là một thành phố của Ukraina. Thành phố này thuộc tỉnh Odessa. Thành phố này có diện tích ? km2, dân số theo điều tra dân số năm 2001 là 19962 người.